# Kari Ukkonen
Kari Ukkonen, född 19 februari 1961 i Kuopio, är en finsk fotbollstränare och före detta spelare. Kari Ukkonen startade sin karriär i KuPS innan han 1982 flyttade till belgiska Cercle Brugge, där han var med om att vinna den Belgiska cupen 1985. Under tiden i Cercle Brugge blev han även utsedd till årets spelare i Finland. Ukkonen fortsatte senare sin karriär i Belgien och spelade även för Lokeren, Anderlecht och Royal Antwerp, innan han avslutade sin karriär i franska Châteauroux 1996.
Kari Ukkonen gjorde även 59 landskamper för Finlands landslag.

## Meriter
Cercle Brugge
- Belgiska cupen: 1985

Anderlecht
- Jupiler League: 1991
- Belgiska cupen: 1988, 1989

Royal Antwerp
- Belgiska cupen: 1992